# Saraca (botanica)
Saraca L. è un genere di piante della famiglia delle Fabacee (sottofamiglia Detarioideae).

## Tassonomia
Comprende le seguenti specie:
- Saraca asoca (Roxb.) Willd.
- Saraca celebica W.J.de Wilde
- Saraca declinata Miq.
- Saraca dives Pierre
- Saraca griffithiana Prain
- Saraca hullettii Prain
- Saraca indica L.
- Saraca monadelpha W.J.de Wilde
- Saraca schmidiana J.E.Vidal
- Saraca thailandica Pongam., Panyadee & Inta
- Saraca thaipingensis Prain
- Saraca tubiflora W.J.de Wilde